# Kaldbakur (berg i Island, Suðurland)
Kaldbakur är ett berg i republiken Island. Det ligger i regionen Suðurland, 190 km öster om huvudstaden Reykjavík. Toppen på Kaldbakur är 685 meter över havet Kaldbakur ingår i Bárðarhnúkar.
Trakten runt Kaldbakur är nära nog obefolkad, med mindre än två invånare per kvadratkilometer. Närmaste större samhälle är Kirkjubæjarklaustur, omkring 13 kilometer söder om Kaldbakur. Omgivningarna runt Kaldbakur är i huvudsak ett öppet busklandskap.